# Aaron Musicant
Aaron Musicant (Santa Barbara (Californië), 19 april 1984) is een Amerikaanse acteur die "Lance de badmeester" in de Disney Channel show The Suite Life of Zack & Cody speelt.